# Champagne, Ardèche
Champagne är en kommun i departementet Ardèche i regionen Auvergne-Rhône-Alpes i sydöstra Frankrike. Kommunen ligger  i kantonen Serrières som ligger i arrondissementet Tournon-sur-Rhône. År 2022 hade Champagne 621 invånare.

## Befolkningsutveckling
Antalet invånare i kommunen Champagne
Referens: INSEE